# European Association for Artificial Intelligence
La European Association for Artificial Intelligence (EurAI), precedentemente nota come European Co-ordinating Committee for Artificial Intelligence (ECCAI), è l'organismo rappresentativo dell'intelligenza artificiale europea.
EurAI è stata fondata nel 1982 con l'obiettivo di promuovere lo studio, la ricerca e l'applicazione dell'intelligenza artificiale (IA) in Europa. Il presidente fondatore dell'associazione è stato Wolfgang Bibel. 

## Attività
EurAI, insieme a una delle associazioni membro di EurAI, organizza la European Conference on Artificial Intelligence (ECAI), conferenza di riferimento nel campo in Europa. 
EurAI organizza inoltre la European Summer School on Artificial Intelligence (ESSAI), la scuola sull'intelligenza artificiale in Europa, e un corso sull'intelligenza artificiale denominato Advanced Course on AI (ACAI).
Dal 1998 viene assegnato il Premio per la Miglior Tesi di Dottorato sull'Intelligenza Artificiale, sponsorizzato da EurAI.
Inoltre l'associazione promuove dal 1999 il programma EurAI Fellows, creato per "riconoscere le persone che hanno fornito contributi significativi e duraturi al campo dell'intelligenza artificiale (IA) in Europa".